# Úrsulo Galván (municipalité)

La municipalité de Úrsulo Galván est l'une des 212 municipalités de l'État de Veracruz, et est située dans la partie centrale de cet État. Située sur la côte du golfe du Mexique, elle comprend l'embouchure du fleuve Río Actopan, qui prend sa source à l'ouest, près du volcan Cofre de Perote. Son chef-lieu est la ville éponyme de Úrsulo Galván. Cette municipalité dépend de la région administrative de Sotavento, qui est une des 10 subdivisions administratives de l'État de Veracruz.

## Géographie
La municipalité de Úrsulo Galván s'étend d'ouest en est de part et d'autre du fleuve Río Actopan, et en comprend l'embouchure, sur le golfe du Mexique. Elle est limitée au nord-ouest par la rivière Río Paso de la Milpa, affluente du Río Actopan, tandis qu'un fleuve côtier, le Río Agua Fría la délimite au nord. Son chef-lieu, la ville éponyme de Úrsulo Galván, se trouve à cheval sur le Río Actopan, en amont de l'embouchure. Une autre ville d'importance se trouve se ce même fleuve, plus en amont, la ville de Zempoala. Son territoire couvre une superficie de 123,9 km2, et était peuplé en 2010 de 29 005 habitants, pour une densité de 234,1 habitants par km2.
La municipalité est limitrophe au nord de celle de Actopan, au sud-ouest de celle de Puente Nacional, et au sud de celle de La Antigua.

## Composition et démographie
La municipalité était composée en 2010 de 36 localités, dont 3 étaient considérées comme urbaines, les autres étant rurales.
| Localité             | Population |
| -------------------- | ---------- |
| Zempoala             | 9249       |
| Úrsulo Galván        | 5259       |
| La Gloria            | 3140       |
| Barra de Chachalacas | 1433       |
| Playa de Chachalacas | 1214       |
| Reste des localités  | 8710       |
| Total population     | 29 005     |

En plus de l'espagnol, plusieurs langues amérindiennes sont parlées dans la municipalité, dont les principales sont par ordre d'importance : le tseltal, le nahuatl, le totonaque et le mazatèque.

## Histoire

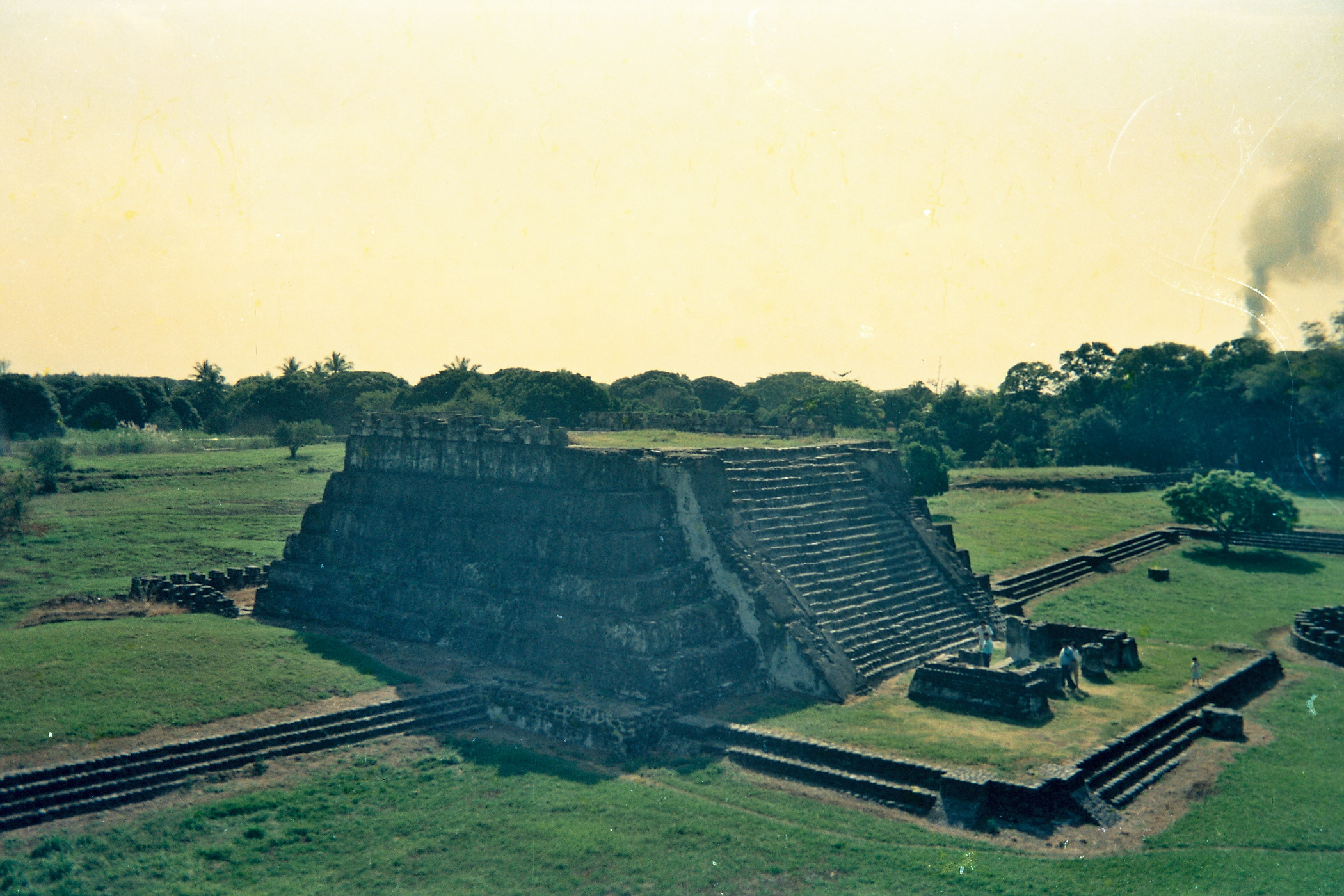
Pyramide de Cempoala

Près de la localité de Zempoala se trouve le site archéologique éponyme de Cempoala, qui fut une importante ville totonaque avant la conquête espagnole. Tombés peu avant sous la domination des Aztèques sous le règne de Moctezuma Ier, le conquistador espagnol Hernán Cortés sur s'en faire des alliés. Le site de l'ancienne ville conserve de nombreux vestiges, dont une pyramide.
La ville de Úrsulo Galván est fondée en 1765 sous le nom de San Carlos Chachalacas. Elle ne prend son nom actuel de Úrsulo Galván qu'en 1930, en l'honneur de Úrsulo Galván Reyes (es) (1893-1930), ancien membre du Parti communiste mexicain et militant de la cause paysanne.

## Économie

### Agriculture et élevage
La superficie des parcelles semées représentait en 2013 une surface totale de 7815,8 hectares, parmi lesquels 7226,8 hectares étaient voués à la culture de la canne à sucre, 336 hectares étaient voués à la culture du maïs, et 63 hectares à celle de la malanga, aussi appelé chou caraïbe.
En 2013, la production de viande par tonnes comprenait 101 tonnes de viande bovine, 78,7 tonnes de viande porcine, 5,5 tonnes de viande ovine, 27,9 tonnes de volailles, et 0,4 tonne de dinde. La superficie vouée à l'élevage représentait alors 5095 hectares.

### Industrie
La localité de La Gloria comprend une usine de raffinage du sucre, dénommée La Gloria, et employant 394 personnes.